# 跳墩河水库
跳墩河水库是中国云南省昭通市昭阳区境内的一座水库，位于牛栏江上，建于1974年。水库正常库容为944万立方米，集雨面积为18平方千米，海拔为3157.34米。